# Lista de vice-governadores de Mato Grosso do Sul

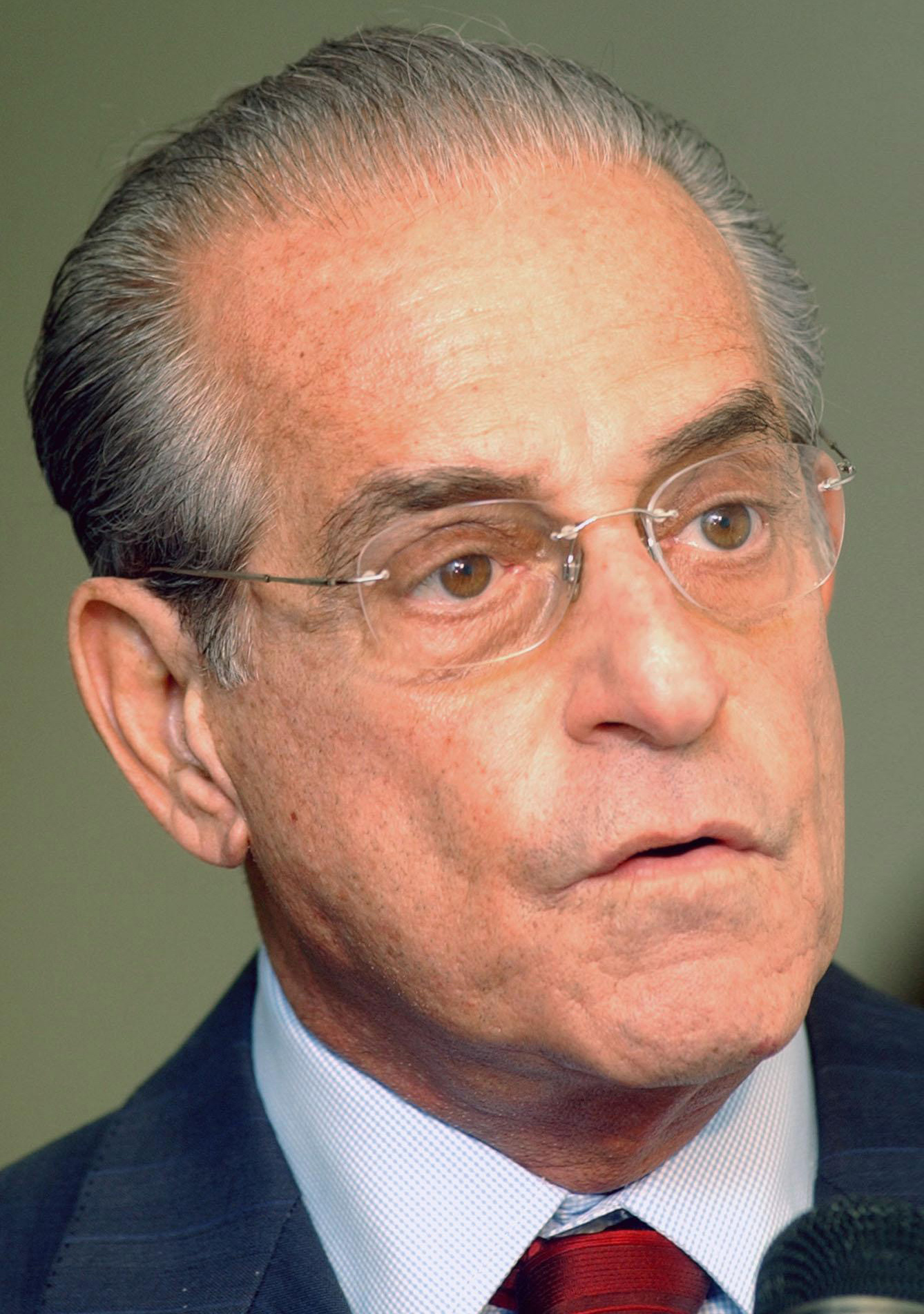
O primeiro vice-governador, Ramez Tebet.

O cargo de vice-governador de Mato Grosso do Sul já foi ocupado por nove pessoas diferentes, com o primeiro sendo Ramez Tebet, e desde 1.° de janeiro de 2023, o cargo é ocupado por José Carlos Barbosa. Para ser vice-governador é necessário ser brasileiro nato e ter no mínimo 30 anos de idade. A Constituição estadual de 1989 define que o vice-governador tenha como função principal substituir o governador em ausências eventuais e impedimentos, além de auxiliá-lo sempre que for convocado para missões especiais.
O vice-governador é eleito automaticamente junto com o governador a cada quatro anos, com nenhum voto sendo depositado diretamente a ele, sendo eleito por forma de chapa. Esse sistema foi implantado para impedir que o vice-governador seja do partido de oposição ao governador.
Apesar do estado ser instalado em 1979 com a posse de Harry Amorim Costa como governador, o cargo de vice-governador só foi oficializado em 1982, com Ramez Tebet, como o 1.º vice-governador. Com a ausência deste, o presidente da Assembleia Legislativa de Mato Grosso do Sul era o próximo na linha de sucessão.

## Lista
| N.º                              | Vice-governador            | Imagem                     | Partido                    | Partido                                          | Governador                    | Início do Mandato          | Fim do Mandato             | Notas e Referências |
| Regime Militar (1964–1985)       | Regime Militar (1964–1985) | Regime Militar (1964–1985) | Regime Militar (1964–1985) | Regime Militar (1964–1985)                       | Regime Militar (1964–1985)    | Regime Militar (1964–1985) | Regime Militar (1964–1985) | Regime Militar (1964–1985) |
| -------------------------------- | -------------------------- | -------------------------- | -------------------------- | ------------------------------------------------ | ----------------------------- | -------------------------- | -------------------------- | --- |
| 1.º                              | Ramez Tebet                |                            |                            | Partido do Movimento Democrático Brasileiro PMDB | Wilson Barbosa Martins (PMDB) | 15 de março de 1983        | 14 de maio de 1986         | Vice-governador eleito em sufrágio universal. |
| Nova República (1985-atualidade) |                            |                            |                            |                                                  |                               |                            |                            | |
| -                                | Cargo Vago                 | Cargo Vago                 | Cargo Vago                 | Cargo Vago                                       | Ramez Tebet (PMDB)            | 14 de maio de 1986         | 14 de março de 1987        | Vice-governador eleito em sufrágio universal assumiu o cargo de titular após a renúncia de Wilson Barbosa Martins.                                        |
| 2.º                              | George Takimoto            |                            |                            | Partido da Frente Liberal PFL                    | Marcelo Miranda Soares (PMDB) | 15 de março de 1987        | 14 de março de 1991        | Vice-governador eleito em sufrágio universal. |
| 3.º                              | Ary Rigo                   |                            |                            | Partido Social Trabalhista PST                   | Pedro Pedrossian (PTB)        | 15 de março de 1991        | 1.º de janeiro de 1995     | Vice-governador eleito em sufrágio universal. |
| 4.º                              | Braz Melo                  |                            |                            | Partido da Social Democracia Brasileira PSDB     | Wilson Barbosa Martins (PMDB) | 1.º de janeiro de 1995     | 3 de maio de 1996          | Vice-governador eleito em sufrágio universal. |
| -                                | Cargo Vago                 | Cargo Vago                 | Cargo Vago                 | Cargo Vago                                       | Braz Melo (PSDB)              | 3 de maio de 1996          | 1.º de janeiro de 1999     | Vice-governador eleito em sufrágio universal assumiu o cargo de titular após a renúncia de Wilson Barbosa Martins para disputar a prefeitura de Dourados. |
| 5.º                              | Moacir Kohl                |                            |                            | Partido Democrático Trabalhista PDT              | Zeca do PT (PT)               | 1.º de janeiro de 1999     | 1.º de janeiro de 2003     | Vice-governador eleito em sufrágio universal. |
| 6.º                              | Egon Krakheche             |                            |                            | Partido dos Trabalhadores PT                     | Zeca do PT (PT)               | 1.º de janeiro de 2003     | 1.º de janeiro de 2007     | Vice-governador eleito em sufrágio universal. |
| 7.º                              | Murilo Zauith              |                            |                            | Partido da Frente Liberal PFL                    | André Puccinelli (PMDB)       | 1.º de janeiro de 2007     | 31 de dezembro de 2010     | Vice-governador eleito em sufrágio universal. |
| 8.ª                              | Simone Tebet               |                            |                            | Partido do Movimento Democrático Brasileiro PMDB | André Puccinelli (PMDB)       | 1.º de janeiro de 2011     | 31 de dezembro de 2014     | Vice-governadora eleita em sufrágio universal. |
| 9.ª                              | Rose Modesto               |                            |                            | Partido da Social Democracia Brasileira PSDB     | Reinaldo Azambuja (PSDB)      | 1.º de janeiro de 2015     | 31 de dezembro de 2018     | Vice-governadora eleita em sufrágio universal. |
| 10.º                             | Murilo Zauith              |                            |                            | Democratas DEM                                   | Reinaldo Azambuja (PSDB)      | 1.º de janeiro de 2019     | 31 de dezembro de 2022     | Vice-governador eleito em sufrágio universal. |
| 11.º                             | José Carlos Barbosa        |                            |                            | Progressistas PP                                 | Eduardo Riedel (PSDB)         | 1.º de janeiro de 2023     | atualidade                 | Vice-governador eleito em sufrágio universal. |